# Opatov, Třebíč
Opatov là một chợ huyện thuộc huyện Třebíč, vùng Vysočina, Cộng hòa Séc.